# Bảo tàng Vùng Biłgoraj ở Biłgoraj
Bảo tàng Vùng Biłgoraj ở Biłgoraj (tiếng Ba Lan: Muzeum Ziemi Biłgorajskiej w Biłgoraju) là một bảo tàng tọa lạc tại số 87 phố Kościuszki, Biłgoraj, Ba Lan. Bảo tàng này là một đơn vị tổ chức của huyện Biłgorajski.

## Lịch sử
Bảo tàng được thành lập vào năm 1966 theo nghị quyết của Hội đồng Quốc gia Huyện Biłgorajski. Bảo tàng Khu vực ở Biłgoraj bắt đầu hoạt động vào một năm sau đó. Trong những năm đầu hoạt động, bảo tàng này là một chi nhánh của Bảo tàng Quận ở Lublin. Sau đó, bảo tàng trở thành một chi nhánh của Bảo tàng Quận ở Zamość. Bộ sưu tập cơ sở của bảo tàng có nguồn gốc từ bộ sưu tập của Michał Pękalski. Bảo tàng bố trí triển lãm bên trong tầng hầm của Tòa thị chính Biłgoraj tại số 16 Quảng trường Tự do.
Vào năm 1999, bảo tàng được huyện Biłgorajski tiếp quản và đổi tên thành Bảo tàng Vùng Biłgoraj. Vào tháng 3 năm 2014, các bộ sưu tập của bảo tàng được chuyển đến trưng bày ở trụ sở hiện tại.

## Giờ mở cửa
Bảo tàng Vùng Biłgoraj ở Biłgoraj là một cơ sở hoạt động quanh năm, mở cửa tất cả các ngày trong tuần trừ thứ Hai và các ngày lễ, riêng từ tháng 4 đến tháng 10, bảo tàng mở cửa vào các ngày cuối tuần thứ hai và thứ tư trong tháng. Khách tham quan phải trả phí vào cửa, riêng thứ Bảy được vào cửa miễn phí.